# 江苏亚星汽车
江苏亚星汽车集团有限公司于2007年7月20日在扬州成立，注册资本4亿元，是国有独资的控股型集团公司。公司前身是于1996年成立的江苏亚星客车集团有限公司。

## 集团架构
江苏亚星汽车集团有限公司目前拥有扬州亚星客车股份有限公司、扬州亚星商用车有限公司、扬州柴油机有限责任公司、扬州盛达特种车有限公司等四大子公司，资产总额为21亿元。
| 集团公司所占股份 | 子公司                   |
| ---------------- | ------------------------ |
| 100%             | 扬州亚星商用车有限公司   |
| 100%             | 扬州盛达特种车有限公司   |
| 100%             | 扬州柴油机厂             |
| 100%             | 扬州亚星劳动服务有限公司 |
| 58.44%           | 扬州亚星客车股份有限公司 |
| 50.84%           | 扬州柴油机有限责任公司   |

扬州亚星客车股份有限公司又持有扬州柴油机有限责任公司27.71%的股份；扬州柴油机厂持有扬州扬子江柴油机配件厂全部股份。

## 发展历史
- 1952年，扬州汽车修理厂成立。
- 1957年，扬州汽车修理厂试制成功亚星历史上第一辆客车。
- 1958年，“中国人民解放军华东军区后勤部三零四厂”迁至扬州，与扬州汽车修理厂合并，成立扬州汽车修造厂。
- 1979年，生产客车。
- 1981年，更名为“江苏省扬州汽车修造厂”。
- 1985年，更名为“江苏省扬州客车制造厂”。
- 1988年，与西安公路学院（现西安长安大学）合作，开发生产出首辆长途卧铺客车（英语：Sleeper bus）。
- 1990年，更名为“江苏省扬州客车制造总厂”。
- 1995年11月，改制为 “江苏亚星客车集团有限公司”，1996年8月，江苏亚星客车集团有限公司正式成立。
- 1996年9月，与德国戴姆勒-奔驰公司合资，双方各出资50%，成立亚星-奔驰汽车有限公司，总投资为9550万美元。
- 1997年3月1日，亚星-奔驰有限公司正式开业。
- 1998年9月，江苏亚星客车集团有限公司发起设立扬州亚星客车股份有限公司。
- 1999年8月，扬州亚星客车股份有限公司在上海证券交易所上市。
- 2003年12月，江苏亚星客车集团有限公司与扬州格林柯尔创业投资有限公司签署协议，将持有的扬州亚星客车股份有限公司60.67%的股权转让给后者。
- 2006年7月，江苏亚星客车集团有限公司与扬州格林柯爾创业投资有限公司签署协议，回购其持有的扬州亚星客车股份有限公司60.67%的全部股权。
- 2006年7月，江苏亚星客车集团有限公司收购扬州机电资产经营管理有限责任公司持有的扬州柴油机有限责任公司部分股权。
- 2006年10月，戴姆勒-克莱斯勒（中国）将手中所持有的50%亚星奔驰股份全部转让给江苏亚星客车集团有限公司。
- 2006年11月，扬州盛达特种车有限公司100%股权划归江苏亚星客车集团有限公司。
- 2007年2月，亚星-奔驰有限公司更名为“扬州亚星商用车有限公司”。
- 2007年7月20日，江苏亚星客车集团有限公司更名为“江苏亚星汽车集团有限公司”。

## 产品
客车、柴油发动机、专用车及汽车零部件四大产业体系。

### 客车
客车业务拥有“亚星”和“扬子”两大品牌。

### 发动机
发动机业务拥有“扬子江”品牌。

### 专业特种车
特种车业务拥有“金鸽”品牌。

### 汽车零部件业务
柴油机配件、客车座椅、客车冲压件、客车构件等。

## 外部連結
- 江苏亚星汽车集团有限公司
- 扬州亚星客车股份有限公司 （页面存档备份，存于）
- 扬州亚星商用车有限公司
- 扬州柴油机有限责任公司 （页面存档备份，存于）
- 扬州盛达特种车有限公司